# موسیقی پست‌مدرن
موسیقی پُست‌مدرن (انگلیسی: Postmodern music) یا صرفاً موسیقی دورهٔ پست‌مدرن، موسیقی است که از روندهای زیبایی‌شناختی و فلسفی پست‌مدرنیسم پیروی می‌کند. جنبش پسامدرنیستی تا حدودی در واکنش به مدرنیسم شکل گرفت. با این وجود، موسیقی پُست‌مدرن هنوز هم در مرحلهٔ اول، خود را در تقابل با موسیقی مدرن تعریف نمی‌کند. این عنوان از طرفِ منتقدین و نظریه‌پردازان اعمال می‌شود.
موسیقی پست‌مدرن یک سبک موسیقی مجزا نیست، بلکه بیشتر به موسیقی عصرِ پست‌مدرن اشاره دارد. اصطلاحات پست‌مدرن، پست‌مدرنیسم، پست‌مدرنیست و پست‌مدرنیستی اصطلاحاتی عجیب و غریب هستند. در واقع، پسامدرنیست‌ها تعاریف و دسته‌بندی‌های سختِ رشته‌های آکادمیک را سؤال‌برانگیز می‌دانند. زیرا آنها پست‌مدرن را فقط به‌عنوان بقایای مدرنیته در نظر می‌گیرند.

## نگرش موسیقی پسامدرنیستی
پست‌مدرنیسم در موسیقی یک سبکِ موسیقی مجزا نیست، بلکه بیشتر به موسیقی دورهٔ پست‌مدرن اشاره دارد. از طرف دیگر، موسیقی پست‌مدرنیستی ویژگی‌های خود را با هنر پسامدرنیستی (یعنی هنری که پس از آن به وجود می‌آید) در برابر موسیقی مدرنیسم به‌وجود می‌آورد.
فردریک جیمسون، چهرهٔ اصلیِ تفکر و فرهنگ پست‌مدرنیسم، پسامدرنیسم را «غالب فرهنگی در منطقِ اواخرِ سرمایه‌داری» می‌نامد، به این معنی که از طریق جهانی‌سازی، پسامدرن و فرهنگ به‌طور جدایی‌ناپذیری با سرمایه‌داری گره خورده‌است. «دیوید بیرد» و «کنت گلوگ» با استناد به نظرِ «جیمسون» و سایر نظریه‌پردازان، استدلال می‌کنند که در موسیقی، پسامدرنیسم نه تنها یک نگرش، بلکه در شرایط فعلی و با تکه‌تکه شدنِ فرهنگی، یک امر اجتناب‌ناپذیر است. از اوایل سال ۱۹۳۸، تئودور آدورنو، با استناد به کالایی‌شدنِ همهٔ سبک‌ها، آن را به‌عنوان شروعِ «پایان تمایز سبک یا ارزش در موسیقی»، گرایشی به انحلالِ «مجموعه‌ای از ارزشهای فرهنگی غالب» اعلام کرده بود.
از برخی جهات، موسیقی پست‌مدرن را می‌توان به سادگی موسیقی دوران پسامدرن طبقه‌بندی کرد، یا موسیقی که به دنبال گرایش‌های زیبایی‌شناختی و فلسفی پست‌مدرنیسم است، اما با توجه به نظریهٔ «جیمسون»، واضح است که این تعاریف ناکافی‌ست. جنبش پسامدرنیستی تا حدودی در واکنش به آرمان‌های مدرنیسم شکل گرفت، اما در حقیقت موسیقی پست‌مدرن بیشتر از آنچه که یک واکنش، حرکت یا نگرش خاص باشد، با عملکرد و تأثیر جهانی‌شدن در مواجهه با سرمایه‌داری ارتباط دارد. جیمسون می‌گوید: «در حال حاضر و به‌صورت تاریخی، امن‌ترین درک از مفهومِ پسامدرن به‌عنوان تلاشی برای فکرکردن است، درعصری که فراموش کرده‌است که چگونه در وهلهٔ اول به تفکر تاریخی بپردازد».
جاناتان کرامر (به دنبال آن ژان-فرانسوا لیوتار و اومبرتو اکو) این ایده را مطرح می‌کنند که پست‌مدرنیسم (از جمله پست‌مدرنیسم موسیقی) کمتر یک سبک، رویه یا دوره تاریخی (یعنی شرط) است تا یک نگرش. کرامر ۱۶ ویژگی (احتمالاً ذهنی) در موسیقی «پسامدرن» را ذکر می‌کند که منظورش آن است که به‌صورت پست‌مدرن درک شود، یا به استراتژی‌های گوش‌دادن به پست‌مدرن خوانده شود، یا این که تجربه‌های گوش‌دادن پسامدرن را ارائه می‌دهد، یا آنکه شیوه‌های آهنگسازی پست‌مدرن را نشان می‌دهد. طبق گفته کرامر، ویژگی‌های موسیقی پست‌مدرن عبارتند از:
1. صرفاً تکذیب مدرنیسم یا ادامهٔ آن نیست، بلکه جنبه‌هایی هم برای شکست و هم گسترش دارد.
2. از بعضی جهات و به نوعی طعنه‌آمیز است.
3. به مرزهای بین حقایق، مراحل گذشته و حال، احترام نمی‌گذارد.
4. موانع بین سبک‌های «بالا» و «پایین» را به چالش می‌کشد.
5. نسبت به ارزشِ غیرقابل انکارِ وحدتِ ساختاری، بیزار است.
6. منحصر به فرد بودن ارزش‌های نخبه‌گرا و پوپولیستی را زیر سؤال می‌برد.
7. ازکلی‌کردن فرم‌ها اجتناب می‌کند (به عنوان مثال، نمی‌خواهد تمام قطعات تونال یا سریال باشند یا در فرم رسمی مشخص شده ریخته شوند).
8. موسیقی را نه به‌عنوان اثری مستقل، بلکه با زمینه‌های فرهنگی، اجتماعی و سیاسی مرتبط می‌داند.
9. شامل نقل قول‌ها یا اشاراتی به موسیقی بسیاری از سنت‌ها و فرهنگ‌ها است.
10. فناوری را نه تنها راهی برای حفظ و انتقال موسیقی می‌داند بلکه معتقد است در تولید و جوهر موسیقی نیز دخیل است.
11. از تضادها استقبال می‌کند.
12. به مخالفت‌های مضاعف اعتماد نمی‌کند.
13. شامل تکه‌تکه شدن و ناپیوستگی است.
14. شامل کثرت‌گرایی و التقاط‌گرایی است.
15. چندمعانی و چندزمانی را ارایه می‌دهد.
16. بیشتر از پارتیتورها، اجراها و آهنگسازان، معنا و ساختار را در شنوندگان خود جستجو می‌کند.

## مقیاس زمانی
یکی از نویسندگان اظهار داشته‌است که ظهور موسیقی پست‌مدرن، در موسیقی عامه‌پسند در اواخر دهه ۱۹۶۰ رخ داده‌است که تا حدودی تحت تأثیر سایکدلیک راک و یک یا چند آلبوم بعدی بیتلز قرار گرفته‌است. برخی از این موقعیت زمانی، با استناد به نظریهٔ «جیمسون» مبنی بر اینکه «تغییرات بنیادی سبک‌ها و زبان‌های موسیقی در طول دههٔ ۱۹۶۰ [اکنون] به عنوان بازتابِ پسامدرنیسم دیده می‌شوند»، حمایت می‌کنند. برخی دیگر، آغاز دوران پسامدرنیسم را در هنرها، با اشاره ویژه به موسیقی، در حدود سال ۱۹۳۰ قرار داده‌اند.

## موسیقی‌دانان سرشناس پست‌مدرن

### آهنگسازان کلاسیک موسیقی غرب
- جان آدامز
- لوچیانو بریو
- پی‌یر بولز
- جان کیج
- الیوت کارتر
- جان کوریلیانو
- برایان اینو
- مورتون فلدمن
- فیلیپ گلس
- هنریک گورتسکی
- هانس ورنر هنتسه
- چارلز آیوز
- بن جانستون
- موریسیو کاگل
- گئورگ لیگتی
- الیویه مسیان
- لوئیجی نونو
- مایکل نایمن
- هری پرچ
- استیو رایش
- ولفگانگ ریم
- تری رایلی
- جرج راکبرگ
- آلفرد اشنیتکه
- خوان ماریا سولار
- کارل هاینز اشتوکهاوزن
- جان تاونر
- یانیس زناکیس
- لامونته یانگ
- جان زورن

### اجراکنندگان موسیقی عامه‌پسند
- بد ریلیجین
- دیوید بویی
- جورج بن جور
- مایکل جکسون
- مدونا
- تاکینگ هدز
- فرانک زاپا

## یادداشت
1. ↑  David Beard
2. ↑  Kenneth Gloag
3. ↑  Jonathan Kramer